# Jean-Marie Pfaff
Jean-Marie Pfaff (* 4. prosince 1953, Lebbeke) je bývalý belgický fotbalista, brankář. Jeden z nejslavnějších belgických fotbalistů všech dob: Pelé ho zařadil roku 2004 mezi 125 nejlepších žijících fotbalistů, jako jednoho ze tří Belgičanů. Mezinárodní federace fotbalových historiků a statistiků (IFFHS) ho roku 1987 vyhlásila světovým brankářem roku.

## Klubová kariéra
S Beverenem získal titul belgického mistra (1979) i belgický pohár (1978), s Bayernem Mnichov vyhrál třikrát německou Bundesligu (1985, 1986, 1987) a dvakrát DFB-Pokal (1984, 1986).

## Reprezentační kariéra
S belgickým národním týmem vybojoval stříbrnou medaili na mistrovství Evropy roku 1980 (brankářskou dvojkou zde byl Michel Preud'homme), na mistrovství světa v Mexiku roku 1986 skončil s národním týmem čtvrtý (Pfaff zde byl zařazen do All-stars týmu). Zúčastnil se též světového šampionátu roku 1982 a závěrečného turnaje mistrovství Evropy 1984. Celkem za reprezentaci nastoupil v 64 utkáních.